# Дорогой мальчик (фильм)
«Дорогой мальчик» — советский детский музыкальный приключенческий фильм по одноимённой пьесе Сергея Михалкова. Снят режиссёром Александром Стефановичем на киностудии «Мосфильм» в 1974 году. 
Картина сделана в стилистике боевика, мюзикла, кинокомикса и пародии, вместе взятых.
Одним из мест съёмок фильма была Куршская коса под Клайпедой.

## Сюжет
Действие фильма происходит в 1970-х годах в Соединённых Штатах Америки.
Бандой похитителей из гостиничного номера был украден сын миллионера Джордж Роб-Робсон — наследник владельца богатой фирмы по производству собачьих консервов. По ошибке бандиты прихватили ещё одного мальчика — сына советского дипломата Жору Тимохина.
Отец мальчика был готов заплатить выкуп, но неожиданно фирма обанкротилась, и у шефа гангстеров возникла другая идея: получить деньги за советского школьника с авиакомпании, самолётом которой Жора летел в Москву.
Бандиты не учли одного обстоятельства — юные русский и американец подружились. Мальчишки бегут из плена на оставленной без присмотра машине и приводят полицию, которая арестовывает преступников.

## В ролях
- Сергей Крупеников — Джордж Роб-Робсон (озвучивание Ярослава Турылёва)
- Александр Елистратов — Жора Тимохин (озвучивание Мария Виноградова)
- Георгий Вицин — мистер Макинтош, родственник Джорджа
- Владислав Стржельчик — Мак-Доннел, шеф гангстеров
- Ирина Азер — Жаклин, его помощница
- Виктор Гайнов — Томми, гангстер
- Расми Джабраилов — Френк, гангстер
- Сергей Мигицко — Билл, гангстер
- Александр Белявский — Кондрашин, представитель советского консульства
- Леонид Оболенский — мистер Лейн, представитель авиакомпании
- Мария Ирд — Джой, секретарша мистера Лейна

В эпизодах:
- Антон Лембит, Юрий Гусев, Г. Макушева, М. Смоликова

## Съёмочная группа
- Авторы сценария: Сергей Михалков, Александр Стефанович
- Режиссёр-постановщик: Александр Стефанович
- Операторы-постановщики: Борис Кочеров, Пётр Шумский
- Композитор: Давид Тухманов
- Текст песен: Леонид Дербенёв